# 杜瓦尔 (华盛顿州)
杜瓦尔（英文：Duvall），是美国华盛顿州金县下属的一座城市。根据 2000年美国人口普查，该市有人口4,616人。根据2010年美国人口普查，该市有人口6,695人。而2011年估计该市有6,828人。